# Nadine Lechon
Nadine Lechon, née Nadine Marchioro, le 16 avril 1963 à Sainte-Foy-la-Grande, est une femme politique française élue députée à l'Assemblée nationale en juillet 2024 dans la première circonscription de la Dordogne.

## Biographie
Ancienne commerçante, Nadine Lechon est exploitante viticole et agricole au Fleix (Dordogne) et à Saint-Avit-Saint-Nazaire (Gironde), spécialisée dans la production de kiwis.
Elle prend sa carte au Front national en 2006.
Arrivée en tête dans la 1re circonscription de la Dordogne lors du premier tour des législatives de juillet 2024 avec 38 % des voix, elle se trouve en ballotage face à la députée sortante Pascale Martin, candidate LFI du NFP. Au second tour, elle est élue avec 50,10 % des voix, soit seulement 92 voix d’écart,,.

## Détail des fonctions et mandats

### Mandats électifs
- Depuis le 7 juillet 2024 : députée de la 1re circonscription de la Dordogne